# Freden i Fort Jackson

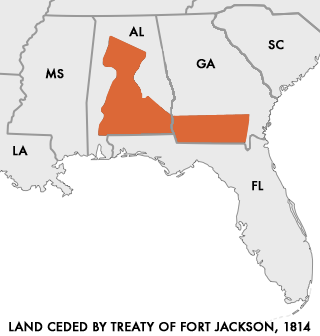
I rött visas det område som creekerna avträdde vid Freden i Fort Jackson 1814.

 Förhandlingarna fördes och fredsfördraget undertecknades i Fort Jackson i nuvarande Alabama.

## Bakgrund
Freden i Fort Jackson slöts 1814 mellan å ena sidan Förenta Staterna och å den andra sidan Creeknationen och avslutade Creekkriget 1813-1814. Freden slöts sedan de upproriska Red Sticks hade besegrats av en amerikansk styrka under Andrew Jackson i slaget vid Horseshoe Bend 1814.

## Innehåll
I fredsfördraget tvingades både de upproriska Red Sticks och de proamerikanska White Sticks avstå 93 000 km² creekisk mark i Alabama och Georgia till Förenta Staterna. 

## Konsekvenser
Fördraget gjorde Andrew Jackson till hjälte i de södra och västra delstaterna. Det var en av flera steg vilket ledde till Tårarnas väg, den etniska rensningen av den amerikanska södern under Jacksons tid som presient.